# Aaron Schock
Aaron Jon Schock (Morris, 28 maggio 1981) è un politico statunitense, membro della Camera dei Rappresentanti per lo stato dell'Illinois dal 2009 al 2015.

## Biografia
Quartogenito di un medico di famiglia e di una casalinga, Schock nacque in Minnesota ma si trasferì da bambino a Peoria.
Al termine degli studi Schock si dedicò alla politica, riuscendo a farsi eleggere nel comitato scolastico locale all'età di diciannove anni; due anni dopo fu nominato vicepresidente e l'anno successivo fu eletto presidente.
All'età di ventitré anni Schock ampliò il suo impegno politico e riuscì a farsi eleggere come repubblicano alla Camera dei Rappresentanti dell'Illinois. Schock servì per quattro anni all'interno della legislatura statale, finché nel 2008 si candidò per un seggio alla Camera dei Rappresentanti nazionale, che riuscì ad aggiudicarsi con una larga maggioranza di voti.
Dopo essere stato rieletto per altri tre mandati nel 2010, nel 2012 e nel 2014, Schock rassegnò le proprie dimissioni nel marzo del 2015, in seguito a svariate critiche sul suo utilizzo dei fondi federali: in particolare, gli furono contestati i numerosi viaggi pagati con i soldi dei contribuenti e l'arredamento sfarzoso del suo ufficio ispirato alla serie televisiva Downton Abbey, motivo per cui aveva restituito 40.000 dollari con l'intento di placare le polemiche.
Politicamente Schock si configura come un deciso conservatore, soprattutto in ambito fiscale.
Attraverso un sondaggio dell'Huffington Post Schock è stato indicato come "il deputato neoeletto più sexy del Congresso" e ha fatto scalpore una sua apparizione a torso nudo sulla copertina di Men's Health del giugno 2011 oltre alla pubblicazione di alcune sue foto in costume da bagno.
Nel 2019 il suo nome torna alla ribalta per via di alcune foto che lo ritraggono in un locale gay di Città del Messico. Schock era precedentemente noto per le sue battaglie in difesa della famiglia tradizionale e ostili alla comunità omosessuale.
Nel marzo 2020 fa coming out dichiarandosi omosessuale, precisando che se fosse al Congresso sosterrebbe i diritti LGBTQ in ogni modo possibile. Attraverso Instagram ha affermato: